# Тара Бабулфат
Тара Бабулфат (3 січня 2006 , комуна Гуддінге, лен Стокгольм ) — шведська дзюдоїстка, бронзова призерка Олімпійських ігор 2024 року, бронзова призерка чемпіонату світу.

## Виступи на Олімпіадах
| Олімпіада  | Дисципліна | Місце |
| ---------- | ---------- | ----- |
| Париж 2024 | до 48 кг   | 3     |